# Sundar Pichai
Sundar Pichai (Madurai, India; 12 de julio de 1972)(en tamil: சுந்தர் பிச்சை) es un informático indio-estadounidense, director ejecutivo de Google (una subsidiaria de Alphabet Inc.) desde el 10 de agosto de 2015.
Pichai comenzó su carrera como ingeniero de materiales. Después de un breve período en la firma de consultoría de gestión McKinsey & Company, Pichai se unió a Google en 2004, donde lideró los esfuerzos de innovación y gestión de productos para un conjunto de productos de software de cliente de Google, incluidos Google Chrome y ChromeOS, así como siendo en gran parte responsable de Google Drive. Además, pasó a supervisar el desarrollo de otras aplicaciones como Gmail y Google Maps.
Pichai se incluyó en la lista anual Time 100 de las personas más influyentes en 2016 y 2020.

## Biografía

### Estudios
Sundar Pichai se licenció en tecnología en el Indian Institute of Technology (Kharagpur) y fue galardonado con una Institute Silver Medal. Tiene un M.S. de la Universidad de Stanford y un MBA de la Wharton School de la Universidad de Pensilvania, donde fue nombrado Académico Siebel.

## Carrera profesional
Pichai se unió a Google en 2004, donde lideró los esfuerzos de innovación para un conjunto de productos de software para clientes de Google, incluyendo Google Chrome y Chrome OS, además de ser en gran parte responsable de Google Drive. Luego pasó a supervisar el desarrollo de diferentes aplicaciones como Gmail y Google Maps. El 19 de noviembre de 2009, Pichai dio una demostración de Chrome OS. El 20 de mayo de 2010, anunció la fuente abierta del nuevo códec de vídeo VP8 de Google, y se introdujo el nuevo formato de video WebM. Ha sido director de Jive Software desde abril de 2011.
El 13 de marzo de 2013, Pichai añadió Android para los productos de Google que supervisa. Android fue antiguamente gestionado por Andy Rubin.

### Director ejecutivo de Google
El 10 de agosto de 2015 Google se convierte en la principal subsidiaria de Alphabet, compañía creada para la mejor administración de todos los productos y servicios de Google, que funcionará principalmente para la investigación y el desarrollo de nuevos productos y tecnologías, al igual que la implementación de nuevos servicios, como Google Fiber. Desde entonces Sundar Pichai es el director ejecutivo de Google.
El 8 de agosto de 2017 Google despidió al empleado James Damore después de que distribuyera un memorando a toda la empresa que argumentaba que el sesgo y la "cámara de eco ideológica de Google" nublaban su pensamiento sobre la diversidad y la inclusión, y que también son factores biológicos, no solo discriminación, los que hacen que la mujer promedio esté menos interesada que los hombres en puestos técnicos. Pichai acusó a Damore de violar la política de la empresa al "promover estereotipos de género dañinos en nuestro lugar de trabajo" y fue despedido el mismo día. El columnista del New York Times David Brooks argumentó que Pichai había manejado mal el caso y pidió su renuncia.

## Vida personal
Pichai está casado y tiene dos hijos.